# Bridelia retusa
Bridelia retusa là một loài thực vật có hoa trong họ Diệp hạ châu. Loài này được (L.) A.Juss. mô tả khoa học đầu tiên năm 1824.

## Hình ảnh

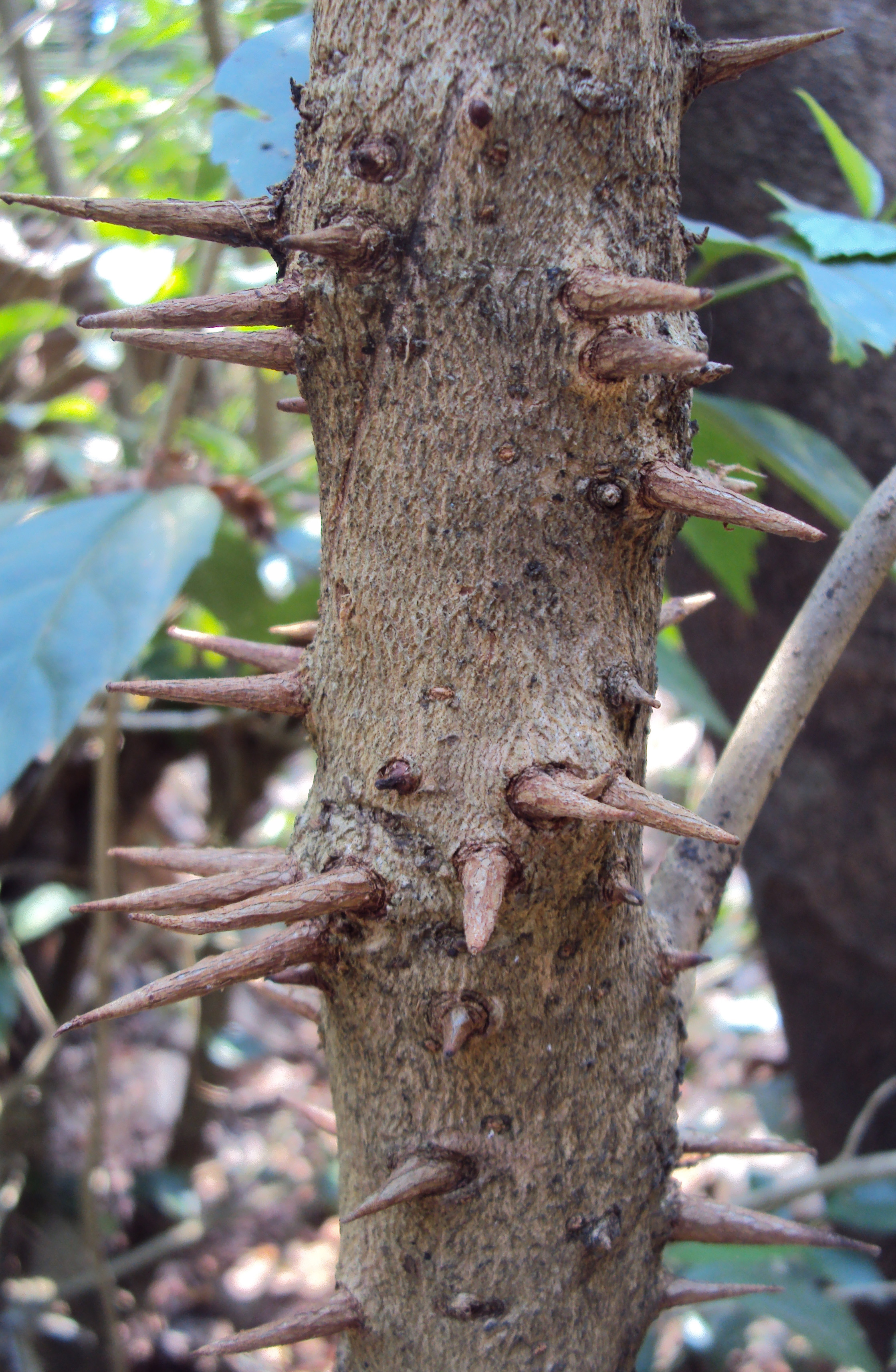
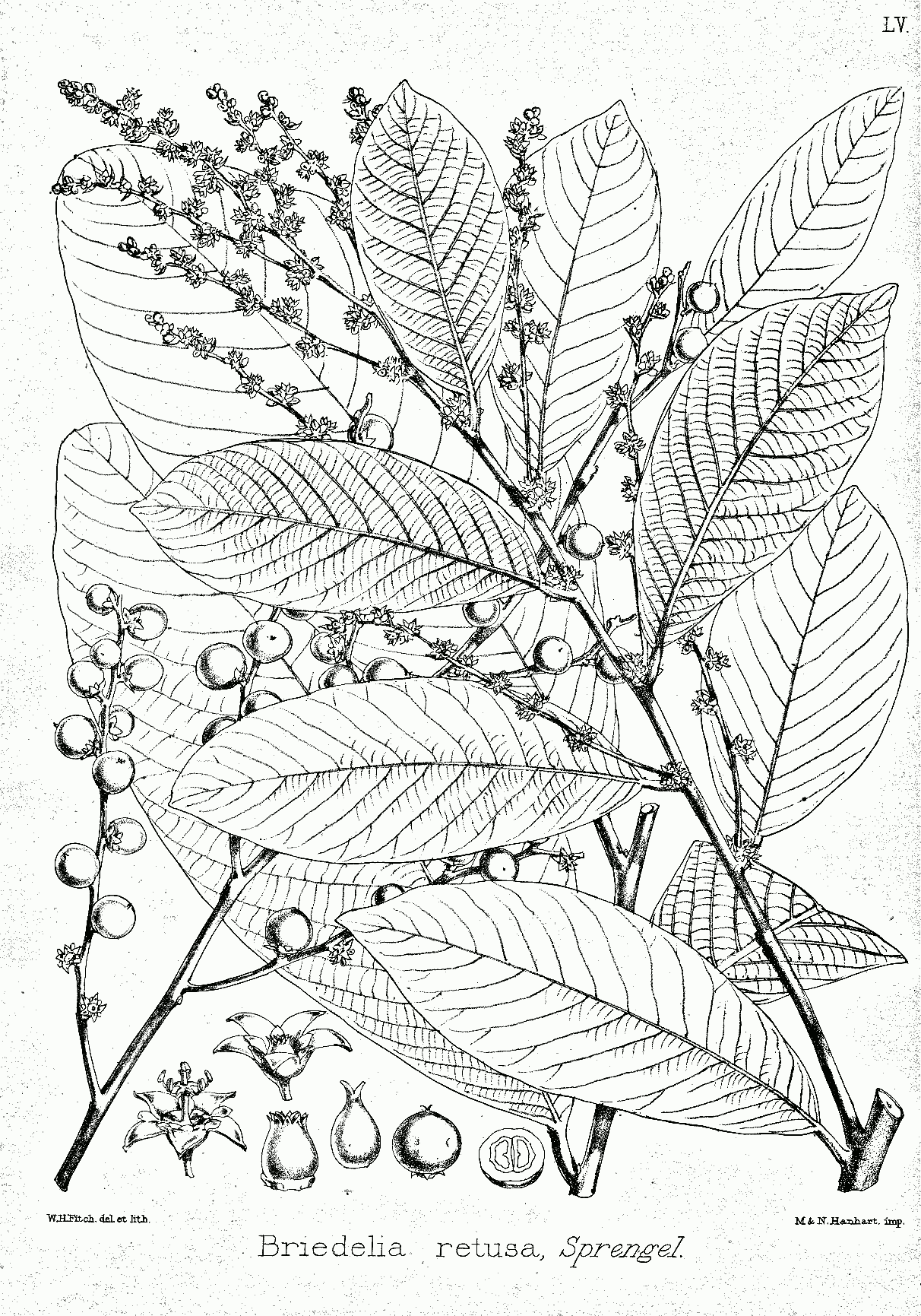
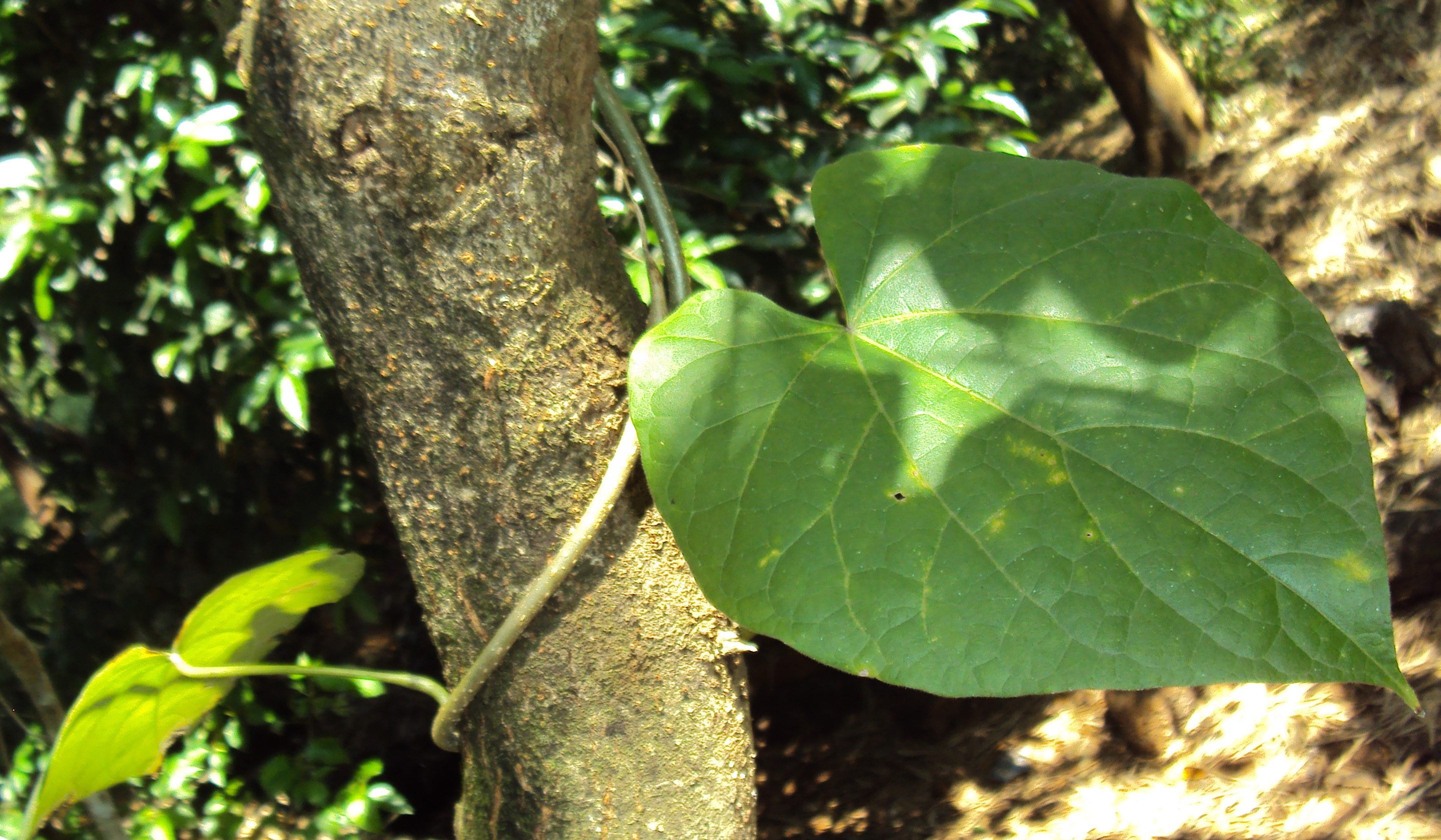